# Dawid Przepiórka
Dawid Przepiórka (nacido el 22 de diciembre de 1880 en Varsovia, fallecido en 1940 en Palmiry) fue un destacado ajedrecista polaco, víctima del nazismo.
Nació en Varsovia (entonces parte del Imperio ruso) en una familia de ricos terratenientes y empresarios de origen judío. Su abuelo, Izrael Przepiórka, se había hecho construir un edificio en el cruce de las calles Aleje Jerozolimskie y Nowy Świat, en el corazón de Varsovia, que dedicaba al alquiler de viviendas, y donde tenía uno de los más populares restaurantes de la ciudad en el período de entreguerras, que proveía la familia unos elevados ingresos.
Przepiórka mostró más interés en las matemáticas y el ajedrez que en los negocios. Aprendió a jugar al ajedrez de manera autodidacta a los siete años, ya que nadie de la familia sabía jugar. A los nueve años, ya fue alabado como niño prodigio del ajedrez, y poco después ya fue capaz de batir al conocido Maestro Jean Taubenhaus.

## Resultados destacados
Poco antes de la Primera Guerra Mundial, dejó el trabajo familiar y comenzó a viajar dedicándose a jugar al Ajedrez. En el extranjero, participó en numerosos torneos, y logró algunas victorias. Su carrera internacional comenzó seriamente en 1926, año en que ganó el 1.er Campeonato de Polonia en Varsovia. El mismo año ganó el importante Torneo de Múnich (+4 -0 = 1) por delante de Rudolf Spielmann y Yefim Bogoliubov. En 1928 fue 2º tras Max Euwe en el segundo (y último) Campeonato del Mundo de Ajedrez Amateur celebrado conjuntamente con la Olimpiada de Ajedrez de 1928 en La Haya.
Dos años más tarde, participó representando a Polonia, como tercer tablero, en la III Olimpiada de Ajedrez en Hamburgo, en 1930, donde el equipo polaco, formado también por Akiba Rubinstein, Savielly Tartakower, Kazimierz Makarczyk y Paulino Frydman, obtuvo la medalla de oro. Al año siguiente, participó también en la IV Olimpiada de Ajedrez en Praga en 1931, también en el tercer tablero. El equipo polaco obtuvo esta vez la medalla de plata, solo un punto por detrás del equipo de Estados Unidos.
Sus éxitos internacionales lo hicieron muy popular en los ambientes ajedrecísticos polacos, y fue elegido director de la Federación Polaca de Ajedrez en la década de 1930, momento a partir del cual se consagró especialmente al ámbito de la organización de torneos. Przepiórka fue el máximo responsable (y principal apoyo financiero) del Comité Organizador de la VI Olimpiada de Ajedrez, en Varsovia (1935).
Durante la ocupación de Polonia por el Tercer Reich, participó en una reunión del Círculo de Ajedrez de Varsovia, que estaba prohibido. La Gestapo arrestó a todos los participantes en esta reunión, y muchos jugadores, Przepiórka incluido, fueron asesinados por los alemanes en una ejecución masiva en Palmiry. La fecha exacta de su muerte es desconocida, pero fue aproximadamente el mes de abril de 1940.

## Aportación teórica
|       |       |       |       |       |       |       |       |    |  |
|       | a8    | b8    | c8    | d8    | e8    | f8 rd | g8 kd | h8 |  |
| a7 nd | b7    | c7 pd | d7    | e7 rl | f7    | g7 bd | h7 pd |    |  |
| a6 pd | b6    | c6    | d6 pd | e6    | f6    | g6    | h6    |    |  |
| a5    | b5 qd | c5 pd | d5 pl | e5    | f5 ql | g5 bl | h5    |    |  |
| a4    | b4    | c4    | d4    | e4    | f4    | g4    | h4 pl |    |  |
| a3    | b3    | c3 pl | d3    | e3    | f3    | g3 pl | h3    |    |  |
| a2 pl | b2 pl | c2    | d2    | e2    | f2 pl | g2    | h2    |    |  |
| a1    | b1    | c1    | d1    | e1    | f1    | g1 kl | h1    |    |  |
|       |       |       |       |       |       |       |       |    |  |

Przepiórka destacó especialmente como estudioso del Problema de ajedrez. Dejó unos 160 problemas y estudios. Un ejemplo de sus finales de partida es el siguiente:
1. Txg7+ Rxg7 (si 1.... Rh8 2. Dxf8#) 2. Ah6 Rxh6 (si 2.... Rg8 3. Df8#) 3. Dg5 mate